# Stari Slankamen
Stari Slankamen (în sârbă Стари Сланкамен) este un sat în provincia Voivodina din Serbia. Localitatea este situată la locul de vărsare a Tisei în Dunăre, constituind astfel un punct strategic. Aici au avut loc mai multe bătălii.

## Personalități
- Isaia Diacovici (1635–1708), episcop ortodox de Arad